# ガドレイン酸
ガドレイン酸 (Gadoleic acid) は不飽和脂肪酸の一つである。1906年にタラの肝油から発見された。魚油に特に多く含まれるが、元は甲殻類に由来すると見られる。